# Laski (gmina Czerwieńsk)
Laski (niem. Läsgen) – wieś w Polsce położona w województwie lubuskim, w powiecie zielonogórskim, w gminie Czerwieńsk.
W latach 1975–1998 miejscowość należała administracyjnie do województwa zielonogórskiego.

## Zabytki
Do wojewódzkiego rejestru zabytków wpisane są:
- park pałacowy, XIX wieku, o powierzchni 17 ha[5]
- klasycystyczny dwór z początku XIX wieku, przebudowany później na oranżerię.